# Бора Продановић
Борислав Бора Продановић (Куршумлија, 23. децембар 1892 — Тјентиште, код Фоче, 13. јун 1943) био је новинар, књижевник, правник и учесник Балканских ратова и Народноослободилачке борбе.

## Биографије
Рођен је 23. децембра 1892. године у Куршумлији. Његов отац Јаша Продановић био је писац и политичар. Правни факултет је завршио у Београду.
Као младић је припадао национално-револуционарној омладини, па је као добровољац учествовао у Балканским ратовима, 1912. и 1913. године.
Након Првог светског рата, постао је симпатизер комуниста, а од Вуковарског конгреса КПЈ, 1920. године и члан Комунистичке партије Југославије (КПЈ). Бавио се новинарством и сарађивао је у партијским листовима — „Радник”, „Организовани радник”, „Сутра” и др. Од 1924. године је био дописник листа „Политика” из Загреба. Након увођења Шестојануарске диктатуре, 1929. године, био је ухапшен и протеран из Загреба.
Након повратка у Београд, напустио је новинарство и положио адвокатски испит. Потом се као адвокат ангажовао бранећи оптужене комунисте или организујући њихову одбрану пред Државним судом за заштиту државе. Због свог друштвено—политичког ангажовања, често је био хапшен и прогањан од полиције. Почетком 1940. године био је конфиниран у место Радовљицу, у Словенији.
Писао је песме и објављивао их у листовима као што су крфски „Забавник”, „Мисао” и др. Преводио је са руског и француског језика.
Учесник је Народноослободилачке борбе од 1941. године. Био је члан Агитпропа Пете пролетерске црногорске ударне бригаде. Погинуо је 13. јуна 1943. године у току битке на Сутјесци.
Указом Председништва АВНОЈ-а постхумно је 6. јула 1945. одликован Орденом заслуга за народ првог реда.
Био је ожењен Милицом Продановић (1897—1992), са којом је имао троје деце — прерано преминулог сина Зорана (1921—1927), као и ћерке Даницу (1929—2007) и Борјану (1930—1994). Ћерка Борјана била је професорка позоришне режије.